# Craspedosoma arvernum
Craspedosoma arvernum är en mångfotingart som beskrevs av Henri W. Brölemann 1933. Craspedosoma arvernum ingår i släktet Craspedosoma och familjen knöldubbelfotingar. Inga underarter finns listade i Catalogue of Life.